# Depouski
Depouski (biał. Дэпоўскі; ros. Деповской) – przystanek kolejowy w miejscowości Żłobin, w rejonie żłobińskim, w obwodzie homelskim, na Białorusi.
Perony północny i południowy oddalone są od sobie o ok. 480 m w linii prostej. Peron wschodni położony jest o 460 m od peronu południowego i 640 m od peronu północnego w linii prostej. Pomiędzy nimi znajduje się zabudowa mieszkalna. Peron południowy leży przy liniach Homel – Żłobin – Osipowicze – Mińsk oraz Mohylew – Żłobin. Peron północny położony jest tylko przy linii Homel – Żłobin – Osipowicze – Mińsk, a peron wschodni tylko przy linii Mohylew – Żłobin.

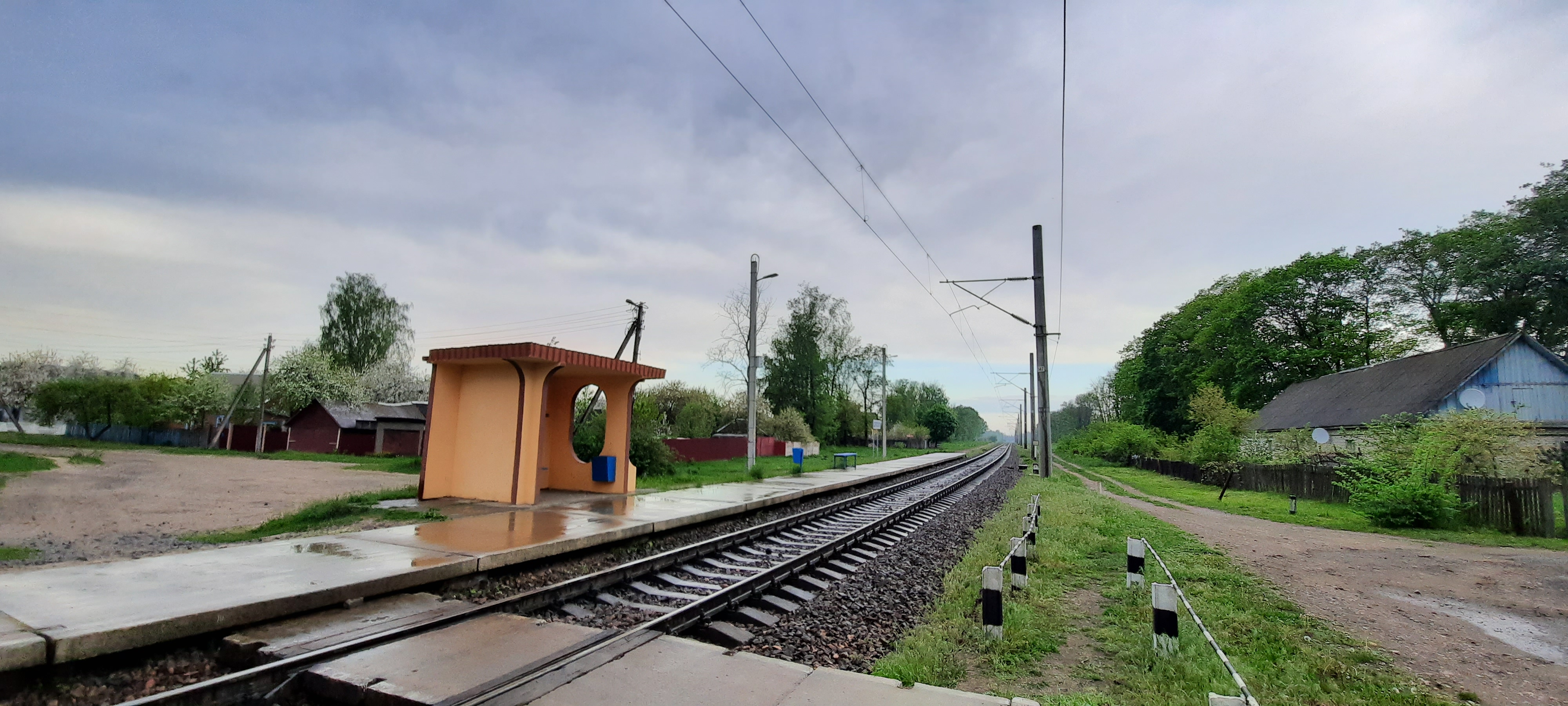
Peron północny